# Xanthorhoe immaculata
Xanthorhoe immaculata är en fjärilsart som beskrevs av Tutt 1891. Xanthorhoe immaculata ingår i släktet Xanthorhoe och familjen mätare. Inga underarter finns listade i Catalogue of Life.